# Христианство в Сингапуре
Христианство в Сингапуре — одна из религий, представленных в стране.
По данным исследовательского центра Pew Research Center в 2010 году в Сингапуре проживало 0,92 млн христиан, которые составляли 18,2 % населения этой страны. Энциклопедия «Религии мира» Дж. Г. Мелтона оценивает долю христиан в 2010 году в 16,1 % (0,74 млн верующих).
Крупнейшими направлениями христианства в стране являются католицизм и протестантизм. В 2000 году в Сингапуре действовало 595 христианских церквей и мест богослужения, принадлежащих 64 различным христианским деноминациям.